# 5e Critics Choice Super Awards
De 5e Critics Choice Super Awards werden uitgereikt op 7 augustus 2025 in verschillende categorieën voor genrefilms en -series uitgebracht in de jaren 2024 en 2025. De genomineerden werden op 11 juni bekendgemaakt.

## Film – winnaars en genomineerden
De winnaars staan bovenaan in vet lettertype.

### Beste actiefilm
- Mission: Impossible – The Final Reckoning
  - Civil War
  - The Fall Guy
  - Monkey Man
  - Rebel Ridge
  - Warfare

### Beste acteur in een actiefilm
- Tom Cruise – Mission: Impossible – The Final Reckoning
  - Taron Egerton – Carry-On
  - Ryan Gosling – The Fall Guy
  - Dev Patel – Monkey Man
  - Aaron Pierre – Rebel Ridge
  - Jack Quaid – Novocaine

### Beste actrice in een actiefilm
- June Squibb – Thelma
  - Emily Blunt – The Fall Guy
  - Ana de Armas – From the World of John Wick: Ballerina
  - Kirsten Dunst – Civil War
  - Cailee Spaeny – Civil War
  - Anya Taylor-Joy – Furiosa: A Mad Max Saga

### Beste superheldenfilm
- Deadpool & Wolverine
  - Captain America: Brave New World
  - The People's Joker
  - Robot Dreams
  - Thunderbolts*
  - Venom: The Last Dance*

### Beste acteur in een superheldenfilm
- Hugh Jackman – Deadpool & Wolverine
  - David Harbour – Thunderbolts*
  - Tom Hardy – Venom: The Last Dance
  - Anthony Mackie – Captain America: Brave New World
  - Lewis Pullman – Thunderbolts*
  - Ryan Reynolds – Deadpool & Wolverine

### Beste actrice in een superheldenfilm
- Florence Pugh – Thunderbolts*
  - Emma Corrin – Deadpool & Wolverine
  - Vera Drew – The People's Joker
  - Lady Gaga – Joker: Folie à Deux
  - Jennifer Garner – Deadpool & Wolverine
  - Julia Louis-Dreyfus – Thunderbolts*

### Beste horrorfilm
- Sinners
  - Bring Her Back
  - Heretic
  - Longlegs
  - Nosferatu
  - The Substance

### Beste acteur in een horrorfilm
- Michael B. Jordan – Sinners
  - Nicolas Cage – Longlegs
  - David Dastmalchian – Late Night with the Devil
  - Hugh Grant – Heretic
  - Bill Skarsgård – Nosferatu
  - Justice Smith – I Saw the TV Glow

### Beste actrice in een horrorfilm
- Demi Moore – The Substance
  - Lily-Rose Depp – Nosferatu
  - Willa Fitzgerald – Strange Darling
  - Sally Hawkins – Bring Her Back
  - Wunmi Mosaku – Sinners
  - Naomi Scott – Smile 2

### Beste sciencefiction / fantasyfilm
- Dune: Part Two
  - Alien: Romulus
  - Companion
  - Kingdom of the Planet of the Apes
  - Mickey 17
  - The Wild Robot

### Beste acteur in een sciencefiction / fantasyfilm
- Timothée Chalamet – Dune: Part Two
  - Austin Butler – Dune: Part Two
  - David Jonsson – Alien: Romulus
  - Robert Pattinson – Mickey 17
  - Jack Quaid – Companion
  - Miles Teller – The Gorge

### Beste actrice in een sciencefiction / fantasyfilm
- Sophie Thatcher – Companion
  - Naomi Ackie – Mickey 17
  - Lupita Nyong'o – The Wild Robot
  - Cailee Spaeny – Alien: Romulus
  - Alicia Vikander – The Assessment
  - Zendaya – Dune: Part Two

### Beste schurk in een film
- Hugh Grant – Heretic
  - Austin Butler – Dune: Part Two
  - Emma Corrin – Deadpool & Wolverine
  - Jack O'Connell – Sinners
  - Lewis Pullman – Thunderbolts*
  - Denzel Washington – Gladiator II

## Televisie – winnaars en genomineerden
De winnaars staan bovenaan in vet lettertype.

### Beste actieserie of -televisiefilm
- Shōgun
  - 9-1-1
  - Black Doves
  - The Day of the Jackal
  - The Gentlemen
  - Reacher

### Beste acteur in een actieserie of -televisiefilm
- Hiroyuki Sanada – Shōgun
  - Sterling K. Brown – Paradise
  - Theo James – The Gentlemen
  - Eddie Redmayne – The Day of the Jackal
  - Alan Ritchson – Reacher
  - Ben Whishaw – Black Doves

### Beste actrice in een actieserie of -televisiefilm
- Anna Sawai – Shōgun
  - Angela Bassett – 9-1-1
  - Viola Davis – G20
  - Keira Knightley – Black Doves
  - Lashana Lynch – The Day of the Jackal
  - Zoe Saldaña – Lioness

### Beste superheldenserie of -televisiefilm
- The Penguin
  - Agatha All Along
  - The Boys
  - Fallout
  - The Last of Us
  - Superman & Lois

### Beste acteur in een superheldenserie of -televisiefilm
- Colin Farrell – The Penguin
  - Charlie Cox – Daredevil: Born Again
  - Walton Goggins – Fallout
  - Tyler Hoechlin – Superman & Lois
  - Pedro Pascal – The Last of Us
  - Antony Starr – The Boys

### Beste actrice in een superheldenserie of -televisiefilm
- Cristin Milioti – The Penguin
  - Danai Gurira – The Walking Dead: The Ones Who Live
  - Kathryn Hahn – Agatha All Along
  - Erin Moriarty – The Boys
  - Ella Purnell – Fallout
  - Bella Ramsey – The Last of Us

### Beste horrorserie of -televisiefilm
- The Last of Us
  - Anne Rice's Interview with the Vampire
  - Evil
  - From
  - True Detective: Night Country
  - What We Do in the Shadows

### Beste acteur in een horrorserie of -televisiefilm
- Pedro Pascal – The Last of Us
  - Kevin Bacon – The Bondsman
  - Matt Berry – What We Do in the Shadows
  - Mike Colter – Evil
  - Michael Emerson – Evil
  - Harold Perrineau – From

### Beste actrice in een horrorserie of -televisiefilm
- Jodie Foster – True Detective: Night Country
  - Natasia Demetriou – What We Do in the Shadows
  - Katja Herbers – Evil
  - Melanie Lynskey – Yellowjackets
  - Niecy Nash-Betts – Grotesquerie
  - Bella Ramsey – The Last of Us

### Beste sciencefiction / fantasyserie of -televisiefilm
- Andor
  - Black Mirror
  - Doctor Who
  - Dune: Prophecy
  - Fantasmas
  - Severance

### Beste acteur in een sciencefiction / fantasyserie of -televisiefilm
- Diego Luna – Andor
  - Ncuti Gatwa – Doctor Who
  - Walton Goggins – Fallout
  - Adam Scott – Severance
  - Tramell Tillman – Severance
  - Julio Torres – Fantasmas

### Beste actrice in een sciencefiction / fantasyserie of -televisiefilm
- Britt Lower – Severance
  - Adria Arjona – Andor
  - Caitriona Balfe – Outlander
  - Kathryn Hahn – Agatha All Along
  - Cristin Milioti – Black Mirror: USS Callister: Into Infinity
  - Michelle Yeoh – Star Trek: Section 31

### Beste schurk in een serie of televisiefilm
- Colin Farrell – The Penguin
  - Vincent D'Onofrio – Daredevil: Born Again
  - Michael Emerson – Evil
  - Takehiro Hira – Shōgun
  - Julianne Nicholson – Paradise
  - Jesse Plemons – Black Mirror: USS Callister: Into Infinity